# 細山喜代松
細山 喜代松（ほそやま きよまつ、1888年11月20日 - 1941年8月1日）は、日本の映画監督、脚本家である。監督作『カチューシャ』のヒットで初期の日活向島撮影所を支えた。

## 人物・来歴
1888年（明治21年）11月20日、生まれる。北海道小樽市出身
桝本清に師事、桝本の紹介で、満26歳となる1913年（大正2年）に日活が新設した日活向島撮影所に入社する。翌1914年（大正3年）1月、自らオリジナルシナリオを書き下ろした『ちぎれ雲』で映画監督としてデビューした。同年3月、島村抱月、松井須磨子が上演したレフ・トルストイの小説『復活』の舞台がヒットし、松井の歌う劇中歌『カチューシャの唄』がヒットしたのを受け、師の桝本がシナリオにし、『カチューシャ』と改題して細山が監督した。同作は、同撮影所開所以来の大ヒットとなり、翌1915年（昭和4年）早々に続編『後のカチューシャ』、秋にはさらに『カチューシャ続々篇』を監督、日活は当時の金額で16万円の利益を上げた。同年、泉鏡花の小説『義血侠血』を原作に『瀧の白糸』と名付けて映画化、以降、多数リメイクされた。
同年をもって日活向島を去る。その経緯は、映画史家の田中純一郎によると、『カチューシャ』の続篇撮影中に、撮影用に借用した馬が押上駅付近で事故が生じて即死し、責任の重大さを感じた細山は、これをきっかけに失踪したのだという。小口忠ひとりしかいなかった同撮影所に監督として投入されたが、同撮影所はふたたび小口ひとりになってしまった。
1920年（大正9年）、国際活映設立に参加、同社の設立第1作、『短夜物語』を手がける。同作は、女優林千歳の主演によるデビュー作であり、同社の現代劇部門である角筈撮影所で製作された。同社では撮影技師の青島順一郎と組むことが多かった。1923年（大正12年）には同社解散し、日活向島撮影所に復帰した。平戸延介時代の山本嘉次郎の脚本を多く監督した。1923年（大正12年）9月1日の関東大震災で向島撮影所は壊滅し、同年11月に日活京都撮影所へ異動した。京都でも現代劇を手がけ、現代劇の第二部が設置されると異動して現代劇を監督した。
1924年（大正13年）、国活から向島に移籍した青島順一郎とともに帝国キネマ演芸に移籍、第2期の向島時代には組むことがなかったが、同社の芦屋撮影所で青島と組んで、1925年（大正14年）には千種香子主演の『映画女優』等を手がけた。同年の帝国キネマ社内での紛争で同社の小阪撮影所につくられた東邦映画製作所へ、青島とともに移籍になるが、『密造庫』1作のみを監督して、同年、東亜キネマ甲陽撮影所に移籍した。
1927年（昭和2年）、阪東妻三郎プロダクション太秦撮影所に移籍、翌1928年（昭和3年）には、同プロダクションの大作『霊の審判』にも関わるが、撮影途中の龍田静枝の病気降板で同作は製作を中止する。1929年（昭和4年）、同社は松竹キネマとの配給提携を破棄し、撮影所を松竹に明け渡した。それを機に、フリーランスとなった。
満45歳を迎える1933年（昭和8年）には、富士発声映画で、細山にとって初めてのトーキー作品『午前二時半』を手がけるが、これが遺作となった。
1941年（昭和16年）8月1日、死去した。満52歳没。

## おもなフィルモグラフィ
特筆以外はすべて監督。フィルムはほとんど現存していない。

### 日活向島撮影所
1914年
- 『ちぎれ雲』 - 原作・脚本・監督
- 『カチューシャ』 : 原作レフ・トルストイ、脚本桝本清
- 『女あんま』 : 共同監督小口忠
- 『父なき子』
- 『辻うら売り (子の一念)』
- 『迷の果』
- 『誰が妻』
- 『紅筆日記』

1915年
- 『後のカチューシャ』 : 原作レフ・トルストイ、脚本桝本清
- 『士官の娘』 : 原作アレクサンドル・プーシキン
- 『瀧の白糸』 : 原作泉鏡花
- 『椿姫』
- 『女夫波』 : 原作田口掬汀
- 『勝鬨』 : 原作渡辺霞亭
- 『二人妻』
- 『火中の美人 (火中美人)』
- 『春の怨』
- 『侠妓花吉』
- 『桜月夜』 : 原作小島孤舟
- 『人の思』 : 原作小栗風松
- 『いひなずけ』
- 『空中の美人』
- 『夜半の鐘』 : 原作小林蹴月
- 『奇人怪人』 : 原作江見水蔭
- 『幽霊屋敷』
- 『狂美人 (サロメ劇)』
- 『迷の恋 (恋の迷ひ)』
- 『怪力美人』
- 『真心』 : 原作渡辺霞亭
- 『七化八変 (七変八化)』 : 原作渡辺黙禅
- 『カチューシャ続々篇』 : 原作レフ・トルストイ、脚本桝本清
- 『呼子鳥』
- 『五月雨日記』
- 『女記者』
- 『女鉱夫』
- 『秘密世界』

### 国活
1920年
- 『短夜物語』 : 脚本野村愛正、国活角筈撮影所 - 女優林千歳デビュー作、国活第1作
- 『仇討』 : 国活角筈撮影所

1921年
- 『海の人』 : 撮影青島順一郎、国活角筈撮影所

1922年
- 『雲光の岐に』 : 原作志波西果、撮影青島順一郎、国活巣鴨撮影所

1923年
- 『暁山の雲』 : 原作石山千代子、撮影青島順一郎
- 『新生さぬ仲』 : 原作柳川春葉、脚本森松雨、撮影青島順一郎
- 『小さき救ひ』 : 原作川村花菱、国活巣鴨撮影所

### 日活向島撮影所
1923年
- 『恋を賭くる男』 : 脚本平戸正介、撮影内田静一
- 『受難者の群』 : 脚本平戸延介、撮影内田静一
- 『毒塵』 : 脚本平戸延介、撮影内田静一
- 『神への道』 : 原作・脚本川村花菱、撮影内田静一
- 『嵐する前』 : 原作・脚本川村花菱、撮影内田静一
- 『其の日の心』 : 脚本三木京雨、撮影横田達之

### 日活京都撮影所
1923年
- 『心を見つめて』 : 脚本三木京雨、撮影横田達之、日活京都撮影所

1924年
- 『街の物語』 : 原作・脚本畑本秋一、撮影横田達之、日活京都撮影所
- 『前科者』 : 原作・脚本三木京雨、撮影横田達之、日活京都撮影所
- 『煉獄に従し (煉獄に泣く)』 : 脚本三木京雨、撮影横田達之、日活京都撮影所第二部
- 『曠野を行く』 : 脚本伊藤和夫、撮影横田達之、日活京都撮影所第二部
- 『柳芽ぐむ頃 (春色梅暦)』 : 原作為永春水、撮影横田達之、日活京都撮影所第二部
- 『冷火』 : 原作久米正雄、脚本小林正、撮影横田達之、日活京都撮影所第二部
- 『浜田刑事』 : 撮影横田達之、日活京都撮影所第二部 - 監督・脚本
- 『陸の一夜』 : 原作・脚本鴇田英太郎、撮影横田達之、日活京都撮影所第二部
- 『島の哀れ』 : 原作・脚本川村花菱、撮影横田達之、日活京都撮影所第二部
- 『籠の鳥姉妹篇 恋慕小唄』 : 監督鈴木謙作、原作村田実、撮影青島順一郎・横田達之、日活京都撮影所第二部 - 脚本
- 『恋を断つ斧』 : 共同監督溝口健二、原作江見水蔭、脚本楠山律、撮影横田達之、日活京都撮影所第二部
- 『心を瞶めて』 : 撮影横田達之、日活京都撮影所 - 監督・脚本

### 帝国キネマ演芸芦屋撮影所
1924年
- 『迷夢』 : 撮影青島順一郎 - 監督・脚本

1925年
- 『映画女優』 : 撮影青島順一郎  - 監督・脚本
- 『霊光』 : 脚本石川聖二、撮影高橋武則
- 『愛するが故に』 : 脚本斎藤繁美、撮影青島順一郎
- 『密造庫』 : 脚本佐々木杢郎、撮影青島順一郎、東邦映画製作所

### 東亜キネマ甲陽撮影所
1925年
- 『若き日の唄』 : 原作・脚本川添利基、撮影友成達雄
- 『疑惑の下に』 : 原作スコット・ガンベル、脚本竹内俊一、撮影友成達雄
- 『磯の仇浪』 : 脚本内田徳司、撮影友成達雄
- 『いで湯の秋』 : 原作・脚本小沢得二、撮影友成達雄

1926年
- 『仮面』 : 原作E・ベェリー、脚本前出胡四郎、撮影友成達雄
- 『臆病物』 : 脚本前出胡四郎、撮影友成達雄
- 『鉄拳児』 : 原作・脚本前出胡四郎、撮影友成達雄
- 『暮るゝ町』 : 原作・脚本前出胡四郎、撮影友成達雄
- 『勝利か敗北か』 : 原作・脚本檜山美登、撮影友成達雄
- 『赤熱の力』 : 原作・脚本松屋春翠、撮影友成達雄
- 『恋女房』 : 原作・脚本前出胡四郎、撮影友成達雄

1927年
- 『スタジオの人気者』 : 原作・脚本恩地幽塘、撮影小柳京之助

### 阪東妻三郎プロダクション太秦撮影所
1927年
- 『凡人杉作』 : 監督小沢得二、撮影高城泰策 - 脚本

1928年
- 『白鬼』 : 原作川村邦弘、脚本浜名逸平、撮影高城泰策
- 『犬侍』 : 原作・脚本福英之介、撮影永井政次
- 『双影秘聞』 : 監督犬塚稔、脚本大須賀満、撮影伊藤武夫 - 原作
- 『霊の審判』 : 主演・総監督阪東妻三郎、監督枝正義郎、原作伊藤好市、脚本江川宇礼雄、撮影友成達雄 - 効果（製作中止作品）

1929年
- 『安宅橋供養』 : 原作・脚本冬島泰三、撮影永井政次

### フリーランス
1931年
- 『大空軍』 : 共同監督小沢得二、撮影鈴木博・太田芳太郎、東京シネマ商会

1933年 トーキー
- 『午前二時半』 : 原作・脚本仲木貞一、撮影持田米彦、富士発声映画